# Tsgabu Grmay
Tsgabu Gebremaryam Grmay (Macallè, 25 agosto 1991) è un ex ciclista su strada etiope, è stato professionista dal 2012 al 2023, ha caratteristiche di scalatore.

## Palmarès
- 2012 (MTN Qhubeka, una vittoria)

Campionati africani, Prova a cronometro Under-23
- 2013 (MTN-Qhubeka, tre vittorie)

Campionati etiopi, Prova a cronometro
Campionati etiopi, Prova in linea
5ª tappa Tour de Taiwan  (Taoyaun County > Taoyaun County)
- 2014 (MTN-Qhubeka, due vittorie)

Campionati etiopi, Prova a cronometro
Campionati etiopi, Prova in linea
- 2015 (Lampre-Merida, tre vittorie)

Campionati africani, Prova a cronometro
Campionati etiopi, Prova a cronometro
Campionati etiopi, Prova in linea
- 2017 (Bahrain-Merida, una vittoria)

Campionati etiopi, Prova a cronometro
- 2018 (Trek-Segafredo, una vittoria)

Campionati etiopi, Prova a cronometro
- 2019 (Mitchelton-Scott, una vittoria)

Campionati etiopi, Prova a cronometro
- 2023 (Team Jayco AlUla, una vittoria)

Campionati etiopi, Prova a cronometro

## Piazzamenti

### Grandi Giri
- Giro d'Italia

2015: 91º
- Tour de France

2016: 92º
2017: 73º
2018: ritirato (2ª tappa)
- Vuelta a España

2015: 125º
2016: 62º
2019: 62º
2020: 54°

### Classiche monumento
- Liegi-Bastogne-Liegi

2017: 130º
2018: 55º
2020: 120º
2022: 118º
2023: 105º
- Giro di Lombardia

2013: ritirato
2019: ritirato
2020: 81º
2022: ritirato

### Competizioni mondiali
- Campionati del mondo

Copenaghen 2011 - In linea Under-23: ritirato
Limburgo 2012 - Cronometro Under-23: 25º
Limburgo 2012 - In linea Under-23: 87º
Toscana 2013 - Cronometro Under-23: 50º
Toscana 2013 - In linea Under-23: ritirato
Innsbruck 2018 - Cronometro Elite: 39º
Innsbruck 2018 - In linea Elite: ritirato
Fiandre 2021 - Cronometro Elite: non partito
- Giochi olimpici

Rio de Janeiro 2016 - In linea: ritirato